# Phase MAX

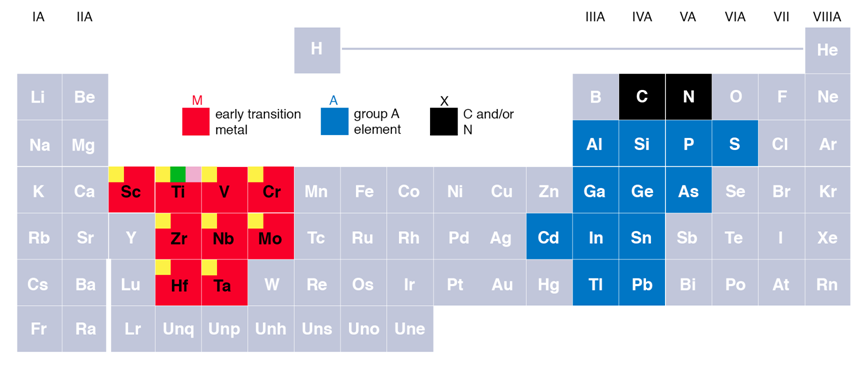
Éléments du tableau périodique constituant les phases MAX. Les codes couleurs identifient les éléments M, A et X de la formule générique.

Les phases MAX sont des structures cristallines du système hexagonal observées dans certaines céramiques de formule générique Mn+1AXn, où n = 1 à 4, M est un métal de transition essentiellement des groupes 4, 5 et 6, A est un élément essentiellement des groupes 13, 14 et 15, et X est le carbone ou l'azote, et non un halogène contrairement à la nomenclature habituelle en chimie. Il s'agit donc de carbures et de nitrures dans lesquels des couches d'octaèdres XM6 distordus partageant des arêtes communes se superposent à des couches planes de l'élément A.

## Propriétés
Ces structures présentent des combinaisons inhabituelles de propriétés chimiques, physiques, électriques et mécaniques, cumulant des caractéristiques à la fois de métaux et de céramiques dans diverses conditions, notamment conductivité électrique et conductivité thermique élevées, résistance aux chocs thermiques, ténacité, usinabilité, raideur élevée et faibles coefficients de dilatation thermique. Certaines d'entre elles sont également très résistantes aux attaques chimiques, comme Ti3SiC2, et à l'oxydation dans l'air à haute température, comme Ti2AlC, Cr2AlC et Ti3AlC2. On les retrouve dans les technologies impliquant une meilleure résistance à la fatigue, des moteurs à haut rendement, et des systèmes thermiques devant résister aux pannes et aux avaries et devant conserver leur rigidité à haute température.
Ces propriétés peuvent être expliquées par la configuration électronique et les liaisons chimiques existant dans les phases MAX, qui peuvent être décrites comme des variations périodiques de régions à densité électronique élevée et faible. Ceci permet de concevoir d'autres matériaux ayant une nanostructure laminaire présentant une structure électronique semblable, comme Mo2BC et PdFe3N. Par exemple, la conductivité électrique et thermique des phases MAX provient de la nature quasiment métallique de leurs liaisons chimiques, la plupart de ces matériaux étant meilleurs conducteurs de l'électricité que le titane.
Bien que les phases MAX soient rigides, elles peuvent être usinées aussi facilement que certains métaux. Elles peuvent toutes être usinées manuellement à l'aide d'une scie à métaux, même si certaines d'entre elles sont trois fois plus rigides que le titane pour une masse volumique comparable. Elles peuvent également être polies jusqu'à présenter un éclat métallique en raison de leur conductivité électrique élevée. Certaines, comme Ti2AlC et Cr2AlC, sont résistantes à l'oxydation et à la corrosion. Le Ti3SiC2 a un coefficient de Seebeck (en) nul, propriété à mettre en relation avec sa structure électronique anisotrope.
Les phases MAX sont généralement légères, rigides et plastiques à haute température. En raison de leur structure atomique en couches, certains de ces matériaux sont également résistants au fluage et à la fatigue, comme Ti2AlC et Ti3SiC2, et conservent leur rigidité à haute température. 

## Production et applications
La production de phases MAX et de composites intégrant de telles structures a été réalisée par différentes méthodes, comme la combustion, le dépôt chimique en phase vapeur, le dépôt physique par phase vapeur, le four à arc électrique, le pressage isostatique à chaud, la synthèse auto-propagée à haute température, le frittage réactif, le frittage flash, l'alliage mécanique (en) et les réactions sous sel fondu. La méthode sous sels fondus peut être amendée pour développer la production de phases Mn+1ZnXn et Mn+1CuXn,,,.
Les phases MAX sont étudiées dans l'optique d'applications telles que :
- matériaux réfractaires présentant ténacité, usinabilité et résistance aux chocs thermiques élevées[21] ;
- éléments chauffants pour applications haute température[9] ;
- revêtements pour contacts électriques ;
- pièces résistantes à l'irradiation aux neutrons pour applications nucléaires[22] ;
- précurseur pour la synthèse de matériaux carbonés dérivés de carbures[23] ;
- précurseur pour la synthèse de MXènes (en)[24].
- précurseur pour la synthèse de MBenes [25].